# Orvasca
Orvasca is een geslacht van vlinders uit de onderfamilie donsvlinders (Lymantriinae). De wetenschappelijke naam van het geslacht is voor het eerst geldig gepubliceerd in 1865 door Francis Walker.
De typesoort is: Orvasca subnotata Walker, 1865

## Synoniemen
- Chionophasma Butler, 1886
  - Typesoort: Chionophasma paradoxa Butler, 1886
- Ocybola Turner, 1912
  - Typesoort: Orgyia semifusca Walker, 1869

## Soorten
- Orvasca aliena
- Orvasca ashleyi
- Orvasca aurantiaca
- Orvasca bicolor
- Orvasca brunneva
- Orvasca dimorphissima
- Orvasca dolichocera
- Orvasca eva
- Orvasca flavocinerea
- Orvasca fulvonigra
- Orvasca heterocolor
- Orvasca irrorata
- Orvasca kilanas
- Orvasca lavella
- Orvasca limbata
- Orvasca panabra
- Orvasca paradoxa
- Orvasca primula
- Orvasca rufalba
- Orvasca sciasticta
- Orvasca semifusca
- Orvasca subnotata
- Orvasca vespertilionis
- Orvasca waterstradti